# 中南神哲学院
中南神哲学院，原武昌修院，位于湖北省武汉市武昌区花园山，是一所天主教高等院校，由广东省、广西壮族自治区、湖南省、湖北省、河南省、海南省联合举办。

## 教学情况
中南神哲学院创办于1983年，学制六年（哲学二年，神学四年），开设的主要课程有：逻辑学、宇宙论、认识论、心理学、本体论、哲学史、中国哲学、教理、圣教史、教会音乐、礼仪、英语、语文、中国历史、体育、法律、伦理神学、信理神学、圣经、礼仪、圣教法典、教史、中国历史、教会音乐、英语、语文、政治、灵修、体育、牧灵等。

## 校舍
位于武汉市武昌区花园山2号，原为天主教鄂东代牧区主教公署，建于1889年，是武汉市优秀历史建筑（一级保护建筑）。

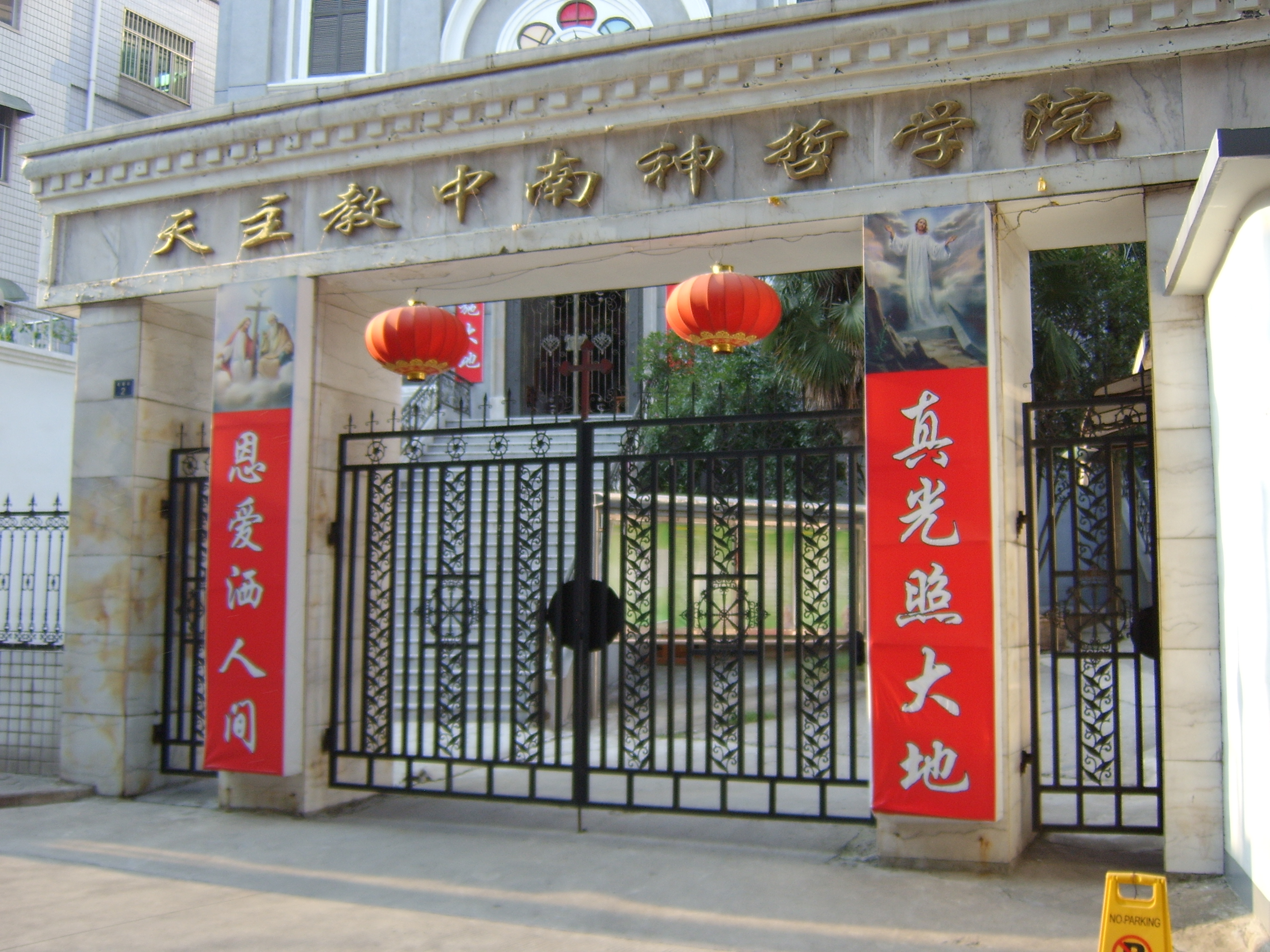
天主教中南神哲学院正门